# Sant Vicenç d'Eus (segle XI)
Sant Vicenç d'Eus és l'antiga església parroquial romànica del poble d'Eus, a la comarca del Conflent, de la Catalunya del Nord.
Està situada en el cementiri d'Eus, uns 300 metres al sud-oest i als peus de la població, a prop de la Tet i del Còrrec de Sant Vicenç, que, precisament, pren el nom de l'església.

## Història

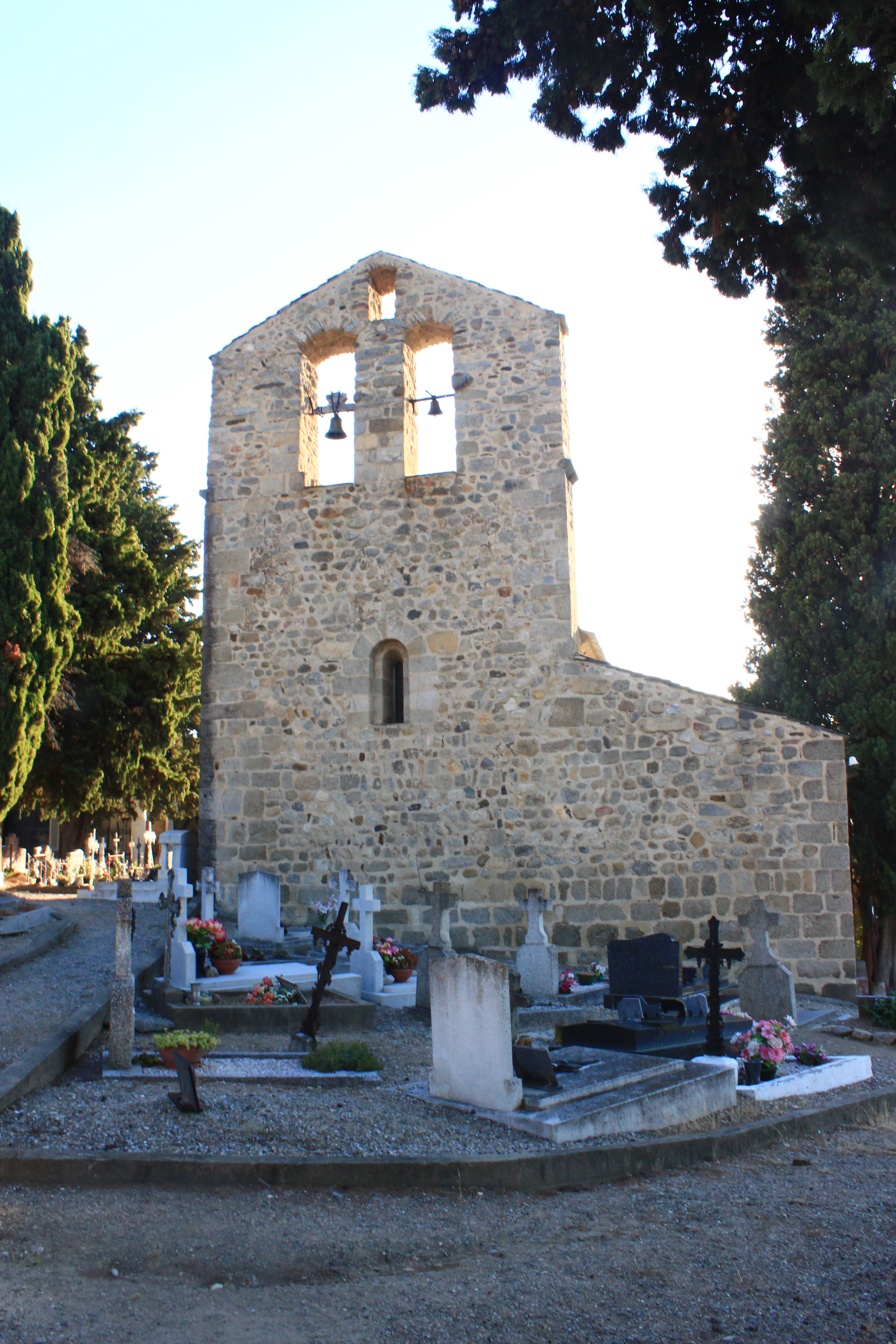
Frontis occidental i espadanya

El segle x s'esmenta, en un document sense data atribuïble a aquell moment històric, el villam Elicio cum ecclesia Sti. Vicentii com a pertanyent al monestir Santa Maria de la Grassa. Tanmateix, el 1035 aquesta església, amb el seu alou, era donat pel comte Guifré II de Cerdanya al monestir de Sant Martí del Canigó. L'11 de febrer del 1053 era consagrada de nou l'església pel bisbe d'Elna Berenguer III, després de l'afegitó d'una segona nau a migdia, dedicada a Sant Joan; a l'acta de consagració consta que la seva construcció fou duta a terme pels habitants del lloc. El bisbe en defineix els límits parroquials i li concedeix una sèrie de delmes i altres prerrogatives.

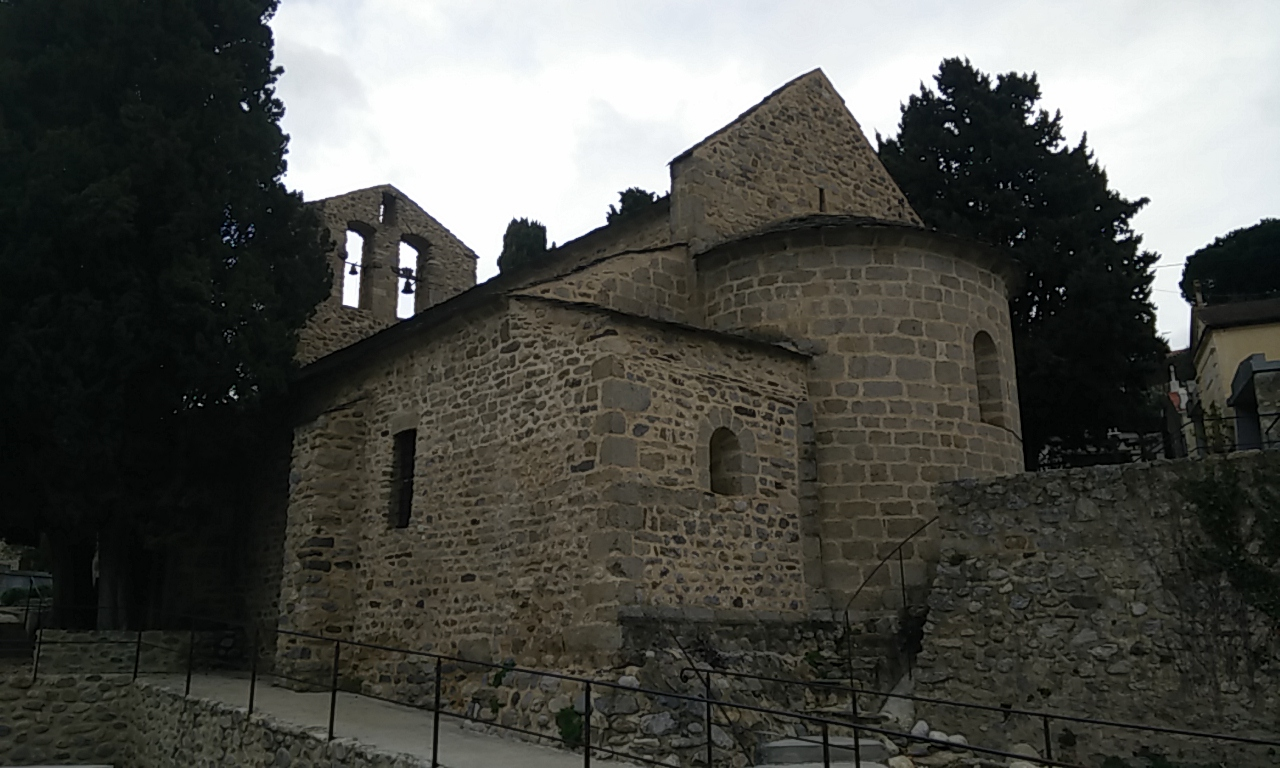
Capçalera de l'església

El 1163 una butlla del papa Alexandre III confirma la pertinença al monestir del Canigó, el qual conserva fins a la seva extinció el dret de nomenar el rector d'Eus. Encara el 1212 consta una tercera consagració del temple, que correspon a la reforma feta en aquell moment de la capçalera, la porta de la façana meridional i la construcció dels pilars que separen les dues naus de l'església.

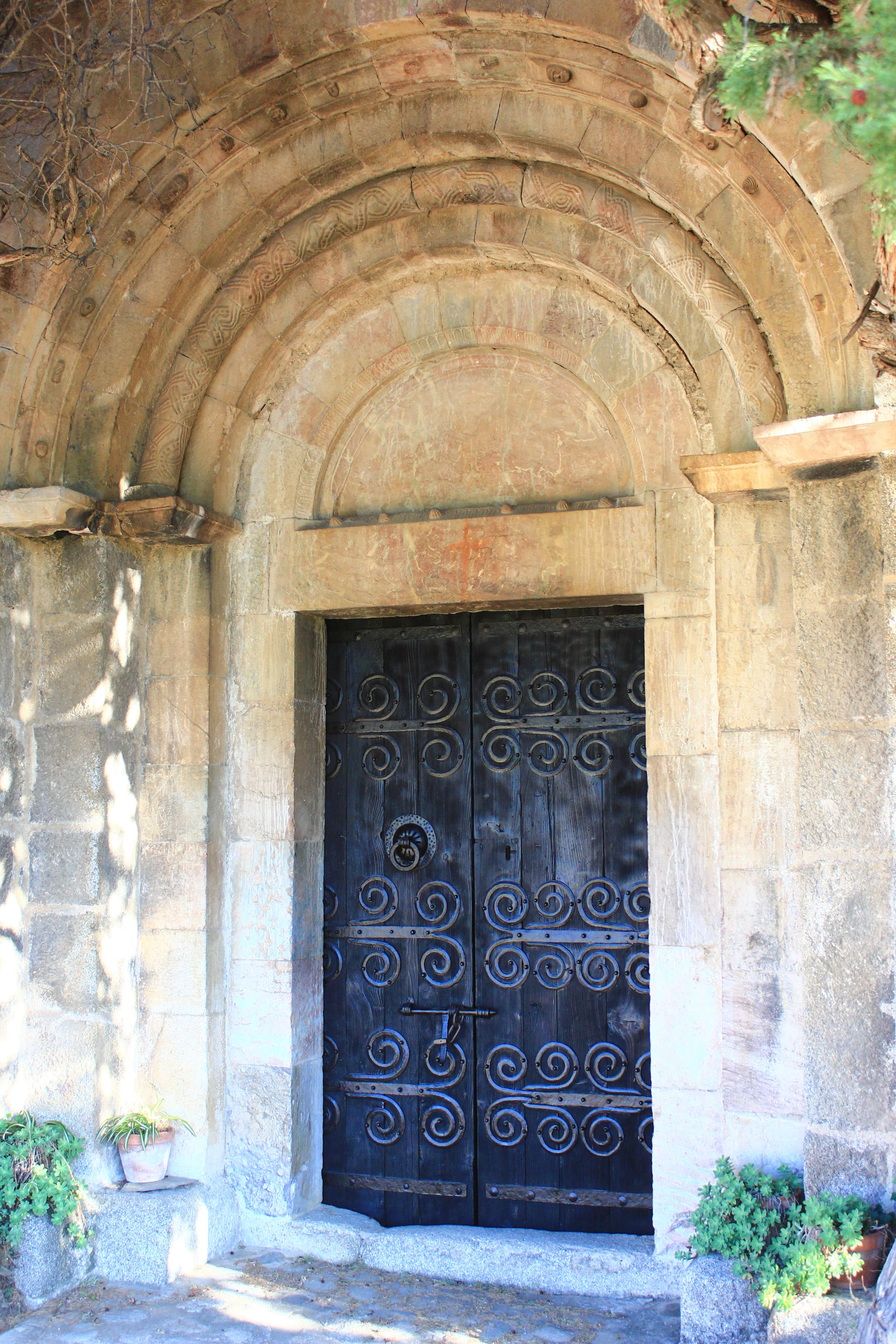
Portalada meridional, amb la ferramenta romànica

El segle xviii es procedí a construir una nova església parroquial al capdamunt del poble, aprofitant la capella de Santa Maria del Castell i una part de les ruïnes del castell mateix, es traslladà la parroquialitat a la nova església, que assumí l'advocació de sant Vicenç, i la vella església romànica passà a ser una simple capella ran del cementiri, com es dona en altres pobles nord-catalans.

## L'edifici
És un edifici romànic, atribuït a la primera edat del romànic, consagrat pel bisbe d'Elna Berenguer el 1053 i reformat el 1213.

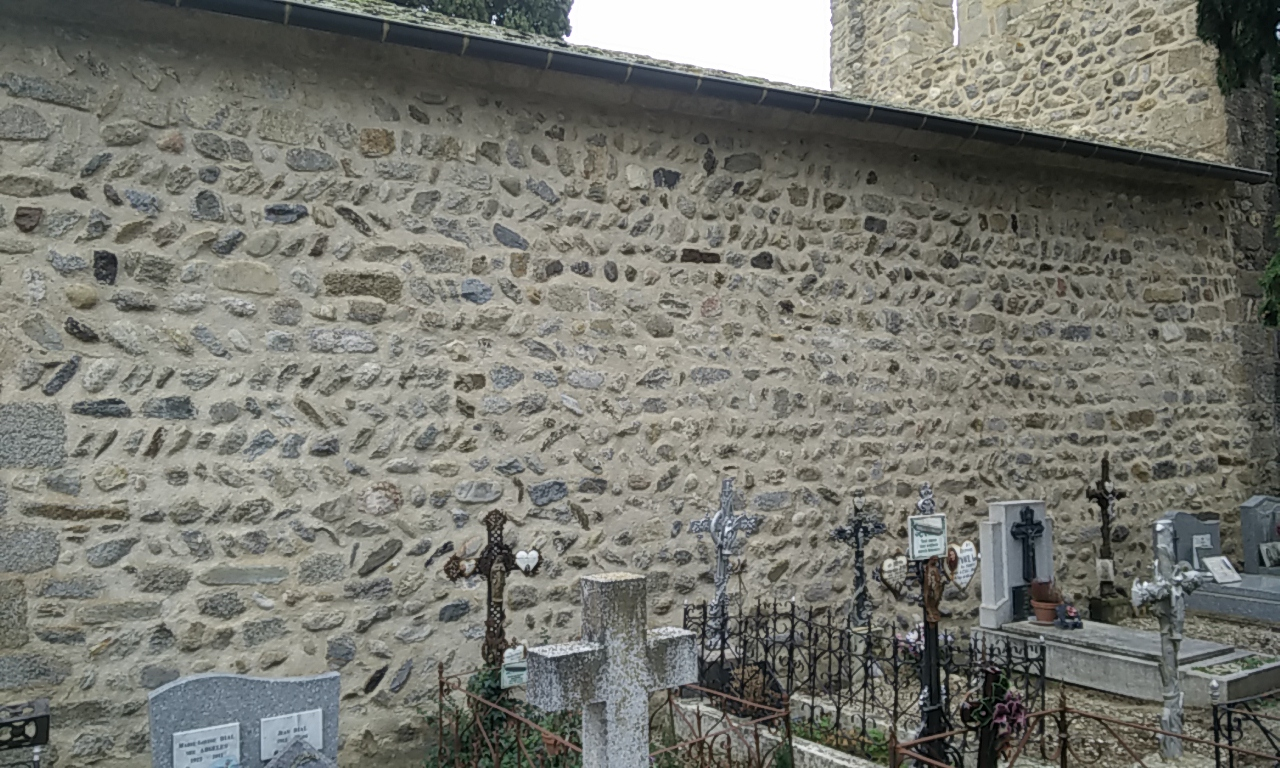
Mur septentrional, amb opus spicatum

Originalment d'una nau, posteriorment se n'hi afegí una altra en paral·lel, totes dues estretes i molt altes, en proporció, comunicades per arcs. Si en el cas de la primera la nau acaba amb l'absis, s llevant, en la segona el rerealtar està inclòs en una paret molt gruixuda. La nau primigènia, situada al costat nord, presenta fragments de parament en opus spicatum.
El campanar és de tipus d'espadanya, amb dues obertures.
A l'interior, conserva uns interessants capitells a les columnes que sostenen els arcs de comunicació entre les dues naus. La porta, a migdia, conserva la ferramenta original.
L'església va ser declarada monument històric de França el 1960.